# Хосокава Тадаоки
Хосокава Тадаоки (細川 忠興, 28 ноября 1563 — 18 января 1646) — японский даймё конца периода Сэнгоку и начала периода Эдо. 1-й правитель Кокура-хана (1602—1620).

## Биография

Камон клана Хосокава.

Старший сын и преемник Хосокава Фудзитака (1534—1610). В возрасте 15 лет участвовал в своём первом бою, сражаясь на стороне Оды Нобунаги.
В 1580 году Тадаоки получил во владение провинцию Танго. Вскоре после этого он женился на Грации (1562—1600), дочери Акэти Мицухидэ, известной своей приверженностью христианской вере. В 1582 году Акэти Мицухидэ поднял мятеж против своего господина Оды Нобунаги и осадил его в храме Хонно-дзи в столице. Ода Нобунага вынужден был совершить харакири. Акэти Мицухидэ объявил себя сёгуном и начал борьбу за власть с другими военачальниками Оды Нобунаги. Он обратился за помощью к Фудзитака и его сыну Тадаоки, но они отказались ему помогать.
Хосокава Тадаоки перешёл на сторону Тоётоми Хидэёси, на стороне которого в 1584 году участвовал в битве при Комаки и Нагакутэ. В 1590 году принял участие в военной кампании против рода Го-Ходзё. Первоначально руководил осадой замка Нарияма в провинции Идзу, затем присоединился к главной армии Тоётоми Хидэёси под Одавара. В 1590-х годах Хосокава Тадаоки сблизился с Токугава Иэясу, который помогал ему деньгами.
В 1600 году Хосокава Тадаоки перешёл на сторону Токугава Иэясу во время его борьбы против Исиды Мицунари. Перед битвой при Сэкигахара Исида Мицунари предпринял попытку взять в заложники Грацию вместе с семьями других даймё в Осаке, но Грация предпочла уйти из жизни, согласно желанию своего мужа, нежели оказаться в плену.

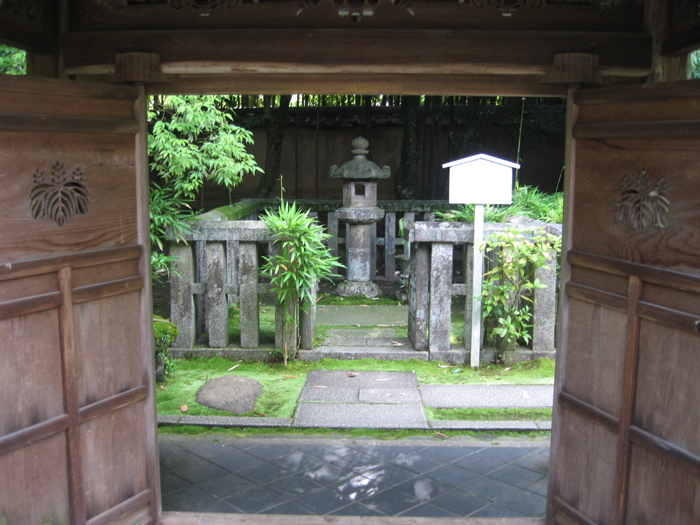
Могила Тадаоки и его жены Грации, в Даитокудзи, Киото.

21 октября 1600 года Хосокава Тадаоки участвовал в битве при Сэкигахара, где командовал 5-тысячный отрядом в авангарде армии Токугава Иэясу. В том же 1600 году он получил в награду от победителя домен Накацу-хан в провинции Будзэн. В 1602 году Токугава Иэясу пожаловал Тадаоки Кокура-хан в провинции Будзэн с доходом 370000 коку риса. В 1614-1615 годах на стороне сёгуната Токугава принимал участие в осакской кампании против Тоётоми Хидэёри.
В 1620 году Хосокава Тадаоки отказался от власти в пользу своего сына Тадатоси (1586—1641), который стал 2-м даймё Кокура-хана (1620—1633). В январе 1646 года 82-летний Хосокава Тадаоки скончался.